# 濱口内閣
濱口内閣（はまぐちないかく）は、衆議院議員、立憲民政党総裁の濱口雄幸が第27代内閣総理大臣に任命され、1929年（昭和4年）7月2日から1931年（昭和6年）4月14日まで続いた日本の内閣。

## 閣僚の顔ぶれと人事
国務大臣
1929年（昭和4年）7月2日任命。在職日数652日。 
| 職名 | 代 | 氏名       | 氏名 | 出身等                                   | 特命事項等                | 備考                                    |
| --- | -- | ---------- | ---- | ---------------------------------------- | ------------------------- | --------------------------------------- |
| 内閣総理大臣 | 27 | 濱口雄幸   |      | 衆議院 立憲民政党                        |                           |                                         |
| 内閣総理大臣 | -  | 幣原喜重郎 |      | 貴族院 無所属 （同和会） 男爵            | 臨時代理 （外務大臣兼任） | 1930年11月14日兼 1931年3月9日免兼       |
| 外務大臣 | 40 | 幣原喜重郎 |      | 貴族院 無所属 （同和会） 男爵            | 内閣総理大臣臨時代理      |                                         |
| 内務大臣 | 41 | 安達謙藏   |      | 衆議院 立憲民政党                        |                           |                                         |
| 大蔵大臣 | 30 | 井上準之助 |      | 貴族院 （無所属→） 立憲民政党 （無会派） |                           | 再入閣                                  |
| 陸軍大臣 | 19 | 宇垣一成   |      | 陸軍大将 （陸大14期）                    |                           | 再入閣                                  |
| 陸軍大臣 | -  | 阿部信行   |      | 陸軍中将 （陸大19期）                    | 臨時代理 （班列）         | 1930年6月16日任 1930年12月10日免兼      |
| 海軍大臣 | 13 | 財部彪     |      | 海軍大将 （海兵15期）                    |                           | 1930年10月3日免                         |
| 海軍大臣 | 14 | 安保清種   |      | 海軍大将 （海兵18期） 男爵               |                           | 初入閣 1930年10月3日任                  |
| 司法大臣 | 32 | 渡邊千冬   |      | 貴族院 無所属 （研究会） 子爵            |                           | 初入閣                                  |
| 文部大臣 | 38 | 小橋一太   |      | 衆議院 立憲民政党                        |                           | 初入閣 1929年11月29日免                 |
| 文部大臣 | 39 | 田中隆三   |      | 衆議院 立憲民政党                        |                           | 初入閣 1929年11月29日任                 |
| 農林大臣 | 6  | 町田忠治   |      | 衆議院 立憲民政党                        |                           | 再入閣                                  |
| 商工大臣 | 6  | 俵孫一     |      | 衆議院 立憲民政党                        |                           | 初入閣                                  |
| 逓信大臣 | 33 | 小泉又次郎 |      | 衆議院 立憲民政党                        |                           | 初入閣                                  |
| 鉄道大臣 | 8  | 江木翼     |      | 貴族院 立憲民政党 （同成会）             |                           |                                         |
| 拓務大臣 | 2  | 松田源治   |      | 衆議院 立憲民政党                        |                           | 初入閣                                  |
| 班列 | -  | 阿部信行   |      | 陸軍中将 （陸大19期）                    | 陸軍大臣臨時代理          | 初入閣 1930年6月16日任 1930年12月10日免 |
| 1. 辞令のある留任は個別の代として記載し、辞令のない留任は記載しない。 2. 臨時代理は、大臣空位の場合のみ記載し、海外出張時等の一時不在代理は記載しない。 3. 代数は、臨時兼任・臨時代理を数えず、兼任・兼務は数える。 |    |            |      |                                          |                           |                                         |

内閣書記官長・法制局長官
1929年（昭和4年）7月2日任命。 
| 職名 | 代 | 氏名       | 氏名 | 出身等                       | 特命事項等 | 備考                    |
| --- | -- | ---------- | ---- | ---------------------------- | ---------- | ----------------------- |
| 内閣書記官長 | 29 | 鈴木富士弥 |      | 衆議院 立憲民政党            |            |                         |
| 法制局長官 | 25 | 前田米蔵   |      | 衆議院 立憲政友会            |            | 事務引継 1929年7月3日免 |
| 法制局長官 | 26 | 川崎卓吉   |      | 貴族院 立憲民政党 （同和会） |            | 1929年7月3日任          |
| 1. 辞令のある留任は個別の代として記載し、辞令のない留任は記載しない。 2. 臨時代理は、大臣空位の場合のみ記載し、海外出張時等の一時不在代理は記載しない。 3. 代数は、臨時兼任・臨時代理を数えず、兼任・兼務は数える。 |    |            |      |                              |            |                         |

政務次官
1929年（昭和4年）7月5日任命。 
| 職名         | 氏名       | 出身等                                                     | 備考             |
| ------------ | ---------- | ---------------------------------------------------------- | ---------------- |
| 外務政務次官 | 永井柳太郎 | 衆議院／立憲民政党                                         |                  |
| 内務政務次官 | 斎藤隆夫   | 衆議院／立憲民政党                                         |                  |
| 大蔵政務次官 | 小川郷太郎 | 衆議院／立憲民政党                                         |                  |
| 陸軍政務次官 | 溝口直亮   | 貴族院／無所属（研究会）／予備役陸軍少将（陸大20期）／伯爵 | 1930年8月19日免  |
| 陸軍政務次官 | 伊東二郎丸 | 貴族院／無所属（研究会）／子爵                             | 1930年8月19日任  |
| 海軍政務次官 | 矢吹省三   | 貴族院／無所属（公正会）／男爵                             |                  |
| 司法政務次官 | 川崎克     | 衆議院／立憲民政党                                         |                  |
| 文部政務次官 | 野村嘉六   | 衆議院／立憲民政党                                         |                  |
| 農林政務次官 | 高田耘平   | 衆議院／立憲民政党                                         |                  |
| 商工政務次官 | 横山勝太郎 | 衆議院／立憲民政党                                         |                  |
| 逓信政務次官 | 中野正剛   | 衆議院／立憲民政党                                         | 1930年12月23日免 |
| 逓信政務次官 | 中村啓次郎 | 衆議院／立憲民政党                                         | 1930年12月23日任 |
| 鉄道政務次官 | 山道襄一   | 衆議院／立憲民政党                                         | 1930年3月12日免  |
| 鉄道政務次官 | 黒金泰義   | 衆議院／立憲民政党                                         | 1930年3月12日任  |
| 拓務政務次官 | 小坂順造   | 衆議院／立憲民政党                                         |                  |

参与官
1929年（昭和4年）7月5日任命。 
| 職名       | 氏名         | 出身等                         | 備考            |
| ---------- | ------------ | ------------------------------ | --------------- |
| 外務参与官 | 織田信恒     | 貴族院／無所属（研究会）／子爵 |                 |
| 内務参与官 | 内ヶ崎作三郎 | 衆議院／立憲民政党             | 1930年3月11日免 |
| 内務参与官 | 一宮房治郎   | 衆議院／立憲民政党             | 1930年3月11日任 |
| 大蔵参与官 | 勝正憲       | 衆議院／立憲民政党             |                 |
| 陸軍参与官 | 吉川吉郎兵衛 | 衆議院／立憲民政党             |                 |
| 海軍参与官 | 粟山博       | 衆議院／立憲民政党             |                 |
| 司法参与官 | 井本常作     | 衆議院／立憲民政党             |                 |
| 文部参与官 | 大麻唯男     | 衆議院／立憲民政党             |                 |
| 農林参与官 | 山田道兄     | 衆議院／立憲民政党             |                 |
| 商工参与官 | 岩切重雄     | 衆議院／立憲民政党             | 1930年3月11日免 |
| 商工参与官 | 野田文一郎   | 衆議院／立憲民政党             | 1930年3月11日任 |
| 逓信参与官 | 福田五郎     | 衆議院／立憲民政党             |                 |
| 鉄道参与官 | 山本厚三     | 衆議院／立憲民政党             |                 |
| 拓務参与官 | 武富済       | 衆議院／立憲民政党             |                 |

勢力早見表
※ 内閣発足当初（前内閣の事務引継は除く）。
| 出身       | 国務大臣 | 政務次官 | 参与官 | その他                   |
| ---------- | -------- | -------- | ------ | ------------------------ |
| 立憲民政党 | 7        | 10       | 11     | 内閣書記官長、法制局長官 |
| 研究会     | 1        | 1        | 1      |                          |
| 同和会     | 1        | 0        | 0      |                          |
| 同成会     | 1        | 0        | 0      |                          |
| 公正会     | 0        | 1        | 0      |                          |
| 無会派     | 1        | 0        | 0      |                          |
| 軍部       | 2        | 0        | 0      |                          |
| 官僚       | 0        | 0        | 0      |                          |
|            | 13       | 12       | 12     |                          |

## 内閣の動き
1929年7月2日、前任の田中義一内閣（立憲政友会が与党）は満洲某重大事件の事態収拾に失敗して内閣総辞職。後継首相の推奏権をもった西園寺公望元老は、憲政の常道により、野党第一党である立憲民政党の濱口雄幸総裁を推挙。即日、内閣が発足する。少数与党としてスタートした内閣は、翌1930年1月21日に衆議院解散、2月20日の第17回衆議院議員総選挙にて勝利を収める。
主な政策
- 井上財政…当時、第一次世界大戦中に行われた金の輸出禁止、金本位制の停止が継続していた。1930年1月11日、金本位制への復帰（金解禁）が行われ、これにより、為替の安定による日本経済の国際経済力の向上が期待された。ところが、1929年10月24日に世界恐慌が発生。金解禁と時期が重なったことにより、日本経済は不況に陥る。更に、デフレ政策が推し進められることにより、不況に拍車がかかった。
- ロンドン条約…1930年1月21日、ロンドン海軍軍縮会議が開かれ、列強間での海軍の補助艦の保有率を巡っての交渉が行われる。最終的に、対英米比率69.75%で締結される。

しかし、海軍内部では、条約交渉の方針として、
- 全体で対米7割
- 常駐4艦で7割
- 潜水艦は対等

の三大方針を定めており、最終的にいずれも守られなかったことから、軍内の派閥抗争も絡み、建前論での批判が起こった。また、国内での批准の段階になると、海軍強硬派に枢密院、野党政友会が政権攻撃のために、条約締結の段階において、政府による軍部の統帥権の侵害が行われた、との論が出された（統帥権干犯問題）。しかし、条約交渉は政府の外交大権の範疇であるという政府解釈は揺るがず、最終的には枢密院も政府の強硬な態度に折れ、9月17日、枢密院は批准する。
11月14日、濱口首相は暴漢に襲撃され、重態に陥る。首相臨時代理を巡り、党籍を持つ大臣の間で調整がつかなかったことにより、非党人の幣原外相が、宮中席次が筆頭であることから首相臨時代理に就任する。しかし、濱口首相の療養が長引く中、幣原外相の国会対応ははかばかしくなく、ロンドン条約の批准問題に対して「天皇の勅許を得ているため無問題」という趣旨の回答をしたことが政治問題化する（幣原失言問題）。濱口首相は、野党の求めに応じて1931年3月9日、幣原外相の臨時首相代理を解き、政務に復帰、議会に登院する。しかしこれにより病状が悪化し、4月4日に首相は再入院し、同日、辞職を決意。後継首相を巡って党内手続きが行われ、4月13日、若槻礼次郎元首相が総裁に就任し、即日、内閣総辞職。翌14日、第2次若槻内閣が成立した。
8月26日、濱口前首相が死去する。